# Thomas uppenbarelse
Thomas uppenbarelse är en text ur Nya testamentets apokryfer. Den skrevs ursprungligen på grekiska. Texten beskriver vad som ska hända före den Yttersta domen och är inspirerad av Johannes uppenbarelse.    
Texten skrevs på grekiska mellan det andra och fjärde århundradet . Den kopierades och  översattes på latin i Italien eller Nordafrika. Texten spreds därefter i nordvästra Europa, i manuskript daterade till mellan det åttonde och elfte århundradet. Under det nionde och tionde århundrade ansågs troligen Thomas uppenbarelse  i vissa delar delar av den västliga kyrkan vara en del av Bibeln kanonska böcker . 
Thomas uppenbarelse anses vara upphovet till den medeltida beskrivningen av Yttersta domens femton förebud. En lista med förebuden som spreds i hela Europa . 